# Mariona Caldentey
María Francesca Caldentey Oliver (født 19. marts 1996), almindeligvis kendt som Mariona Caldent, er en spansk fodboldspiller, der spiller angreb for FC Barcelona og Spaniens kvindefodboldlandshold.
Caldentey blev for første gang udtaget til EM i Holland 2017. Caldentey startede inde i to af gruppespilskampene – med sejr over Portugal og et nederlag mod Skotland. Efter at landsholdet havde kvalificeret sig til kvartfinalen på deres head-to-head rekord, startede hun også inde kvartfinalekampen mod Østrig, men blev udskiftet i 56. minut. Spanien tabte kvartfinalen efter straffesparkskonkurrence. Hun blev ligeledes også udtaget til det efterfølgende VM i Frankrig 2019, hvor hun også var fast kvinde i startopstillingen i alle holdets kampe frem til ottendedelsfinalen som man tabte til de forsvarende og efterfølgende verdensmestre fra USA.
Hun var også med til at vinde UEFA Women's Champions League 2020-21 med FC Barcelona for første gang.